# ロドリゴ・ボルジェス
ロドリゴ・ダ・ローシャ・ボルジェス（Rodrigo da Rocha Borges 、1998年8月5日 - ）は、ポルトガル・ブラガ出身のプロサッカー選手。UDオリヴェイレンセ所属。ポジションは、ディフェンダー。